# Chad Billins
Chad Billins, född 26 maj 1989 i Marysville, USA, är en före detta amerikansk professionell ishockeyspelare. Billins inledde sin professionella ishockeykarriär med Grand Rapids Griffins i AHL säsongen 2012/13. Han var med och vann Calder Cup samma år och blev också uttagen till AHL:s All Star-match. Säsongen 2013/14 spelade han en handfull matcher för Calgary Flames i NHL, men tillbringade större delen av säsongen med Abbotsford Heat i AHL.
Säsongen därpå skrev Billins på för HK CSKA Moskva i ryska KHL. Han lämnade dock laget i december 2014, och avslutade istället säsongen med Luleå HF i SHL. Säsongen därpå skrev han ett tvåårskontrakt med Linköping HC och var en av seriens poängbästa backar då han slutade tvåa i backarnas poängliga. Han bröt dock kontraktet med klubben inför säsongen 2016/17 och skrev på för Vancouver Canucks i NHL. Billins fick dock aldrig någon speltid med Canucks och tillbringade istället hela säsongen i Canucks farmarlag Utica Comets i AHL, innan han inför säsongen 2017/16 återvände till Linköping.
Säsongen 2019/20 representerade han den tyska klubben Adler Mannheim i DEL, innan han i december 2020 återvände till SHL då han avslutade säsongen med Brynäs IF. Säsongerna 2021/22 och 2022/23 tillhörde han HV71, med vilka han avancerade från Hockeyallsvenskan till SHL. I juni 2023 återvände Billins till Brynäs, nu i Hockeyallsvenskan, och var med och spelade upp klubben till SHL.
Billins debuterade med USA:s landslag i november 2015. I februari 2018 var han med och representerade sitt land vid OS i Pyeongchang.

## Karriär

### Klubblagskarriär

#### 2008–2014: Calder Cup-mästare och spel i NHL
Mellan 2008 och 2012 spelade Billins för Ferris State University i NCAA. På 149 matcher noterades han för 67 poäng totalt (17 mål, 50 assist) och var 2011/12 klubbens lagkapten. I april 2012 skrev han på ett try-out kontrakt med Grand Rapids Griffins i AHL. Tre månader senare skrev han ett ettårsavtal med Griffins, med vilka han tillbringade säsongen 2012/13. Han gjorde debut i AHL den 12 oktober 2012 i en match mot Milwaukee Admirals. Den 23 november samma år gjorde han sitt första AHL-mål, på Eddie Läck, i en 3–4-seger mot Chicago Wolves. Senare samma säsong gjorde han sitt första hat trick i AHL, den 24 februari 2013, då San Antonio Rampage besegrades med 3–7. Med sina tre mål blev Billins utsedd till matchens bästa spelare. Billins blev poängbäst bland lagets backar då han i grundserien stod för 37 poäng på 76 matcher (10 mål, 27 assist).
I det efterföljande slutspelet slog Griffins i tur och ordning ut Houston Aeros (3–2), Toronto Marlies (4–2), Oklahoma City (4–3), innan man nådde finalserien. Väl där besegrade laget Syracuse Crunch med 4–2 i matcher och Billins vann därmed Calder Cup under sin första AHL-säsong. Han slutade tvåa i backarnas poängliga med 14 poäng på 24 slutspelsmatcher (två mål, tolv assist).

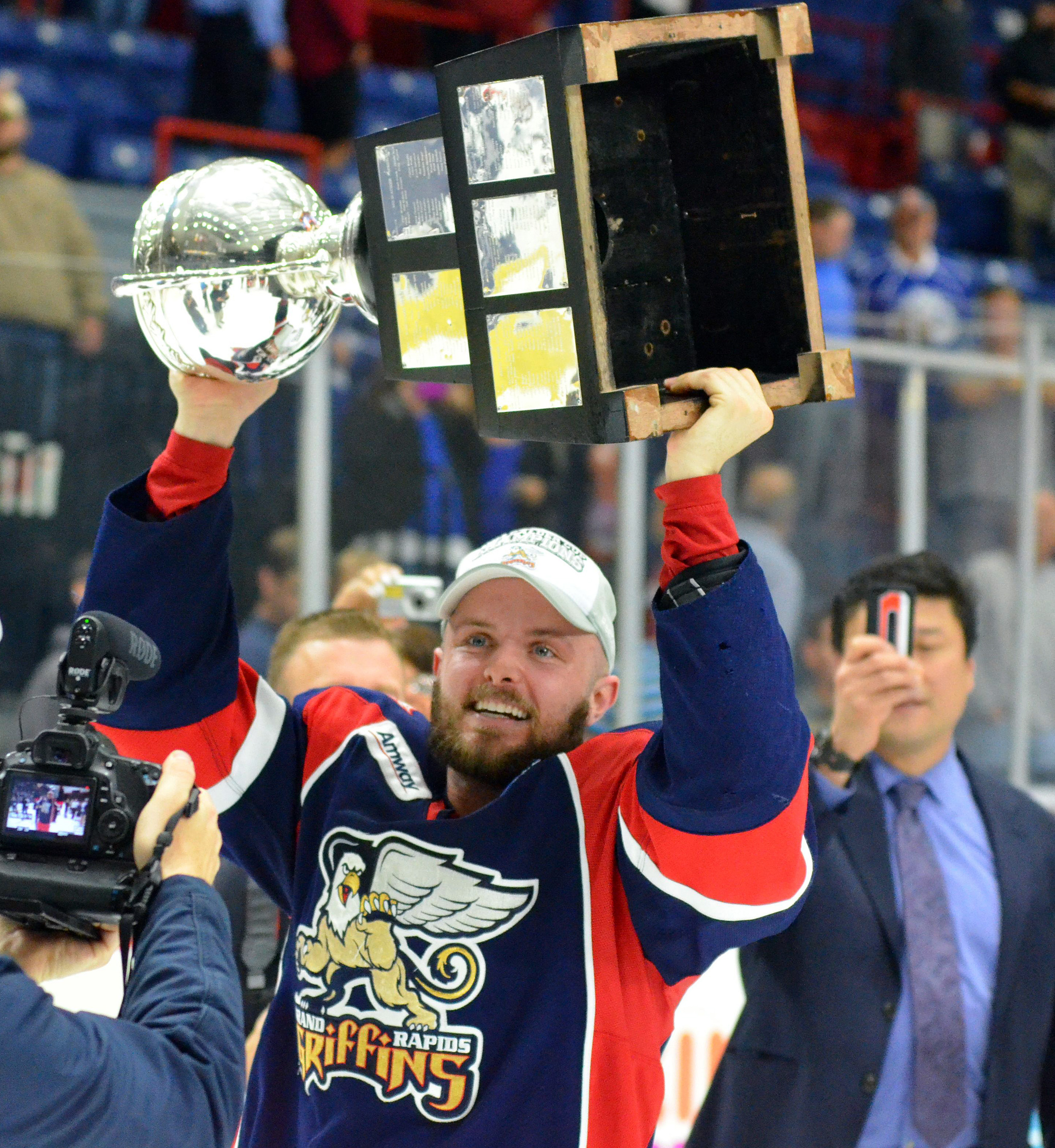
Billins firar Calder Cup-segern 2013.

Den 5 juli 2013 skrev Billins på ett ettårskontrakt med Calgary Flames i NHL, som free agent. I slutet av september 2013 blev han nedskickade till Flames farmarlag Abbotsford Heat i AHL, där han inledde säsongen. Han utsågs kort därefter till assisterande lagkapten i Heat. I början av november 2013 blev Billins uppkallad till Flames i och gjorde NHL-debut den 5 november samma år. Han noterades för sin första NHL-poäng samma dag då han assisterade till ett mål av Jiří Hudler i en 5–1-förlust mot Minnesota Wild. Han spelade sedan ytterligare en match för Flames innan han skickades tillbaka till Heat. I slutet av mars 2014 blev han åter uppkallad till Flames och fick spela ytterligare åtta matcher i NHL. Totalt noterades han för tre assist på tio matcher med Flames.
Den övriga delen av säsongen spelade Billins med Heat och stod för sin poängmässigt bästa säsong i AHL då han på 65 matcher noterades för 41 poäng (10 mål, 31 assist). I det efterföljande Calder Cup-slutspelet ställdes Heat mot Billins forna lag Grand Rapids Griffins i åttondelsfinalen, som man förlorade med 3–1 i matcher. Under säsongens gång blev Billins också uttagen till AHL:s All Star-match.

#### 2014–2019: Spel i Europa, återkomst till AHL och SHL
Inför säsongen 2014/15 skrev Billins på för HK CSKA Moskva i KHL. Vid samma tidpunkt skrev han på ett kontrakt där Flames behöll rättigheterna till Billins vid spel i NHL. Billins gjorde KHL-debut den 8 september 2014 i en 4–3-seger mot HK Jugra Chanty-Mansijsk. I omgång två, mot Traktor Tjeljabinsk, noterades han för sitt första mål i KHL, på Vladislav Fokin, i en 2–0-seger. Efter endast 21 matcher i och sex inspelade poäng i KHL av Billins, bröts hans kontrakt med Moskva i december samma år. Den 20 december 2014 meddelade Luleå HF i SHL att man skrivit ett avtal med Billins för resten av säsongen. Den 30 december 2014 gjorde han sin första SHL-match och noterades för sitt första SHL-mål den 6 januari 2015, på Joakim Lundström, då Luleå besegrade Leksands IF med 3–0. På 23 grundseriematcher stod Billins för sex poäng (ett mål, fem assist). I slutspelet slog Luleå ut Djurgårdens IF i play-in, men slogs sedan ut av Frölunda HC i kvartsfinalserien med 4–3. På nio matcher gjorde Billins ett mål och en assistpoäng.
I juni 2015 skrev han på ett tvåårskontrakt för Linköping HC. Tillsammans med Linus Hultström blev Billins grundseriens poängfarligaste back då han på 50 matcher noterades för 31 poäng (7 mål, 24 assist). Hultström vann dock backarnas poängliga då han gjort fem fler mål än Billins. Billins hade dessutom seriens bästa plus/minus-statistik (27). I slutspelet slogs Linköping ut i kvartsfinalserien av Växjö Lakers Hockey med 4–2 i matcher. Billins var, tillsammans med Broc Little, Linköpings poängmässigt bästa spelare i slutspelet med fyra poäng på sex matcher (två mål, två assist).
Inför säsongen 2016/17 meddelades det att Billins brutit sitt avtal med Linköping och skrev därefter, i början av juli 2016, på ett ettårskontrakt med NHL-laget Vancouver Canucks. Han lyckades dock inte ta någon plats i laget och skickades i oktober 2016 ner till klubbens farmarlag Utica Comets i AHL. Han tillbringade hela säsongen med Comets och på 72 matcher stod Billins för 20 poäng (3 mål, 17 assist). Inför säsongen 2017/18 återvände Billins till Linköping HC efter att ha skrivit ett nytt tvåårsavtal med klubben. Under slutspelet var han, tillsammans med Andrew Gordon, lagets poängmässigt bästa spelare då han stod för sju poäng på lika många matcher (tre mål, fyra assist). Under säsongen 2018/19 var Billins tillsammans med Jimmy Andersson de enda spelarna i Linköping HC som spelade samtliga matcher i grundserien. På 52 matcher noterades han för 21 poäng och var lagets näst poängbästa back. Den 21 mars 2019 meddelades det att Billins lämnat Linköping.

#### 2019–2024: Adler Mannheim, Brynäs IF och HV71
Den 3 maj 2019 bekräftades det att Billins skrivit ett tvåårsavtal med Adler Mannheim i DEL. Billins spelade 36 grundseriematcher för klubben och noterades för två mål och åtta assistpoäng. Den 19 december 2020 meddelade Mannheim att man brutit kontraktet med Billins. Tre dagar senare bekräftades det att Billins återvänt till Sverige då han skrivit ett avtal för återstoden av säsongen med Brynäs IF. Han spelade 26 matcher för klubben i grundserien och hjälpte sedan laget till nytt SHL-avtal då Brynäs besegrade HV71 i play out med 4–1 i matcher.
Den 8 juli 2021 meddelades det att Billins skrivit ett ettårskontrakt med HV71 i Hockeyallsvenskan. Han gjorde debut i Hockeyallsvenskan den 24 september samma år i en match mot AIK. I slutet av samma år, den 17 december, noterades han för sitt första mål i serien, på Daniel Rosengren, då Tingsryds AIF besegrades med 0–4. Billins spelade samtliga 52 matcher i grundserien och slutade på tredje plats i backarnas poängliga, endast en poäng bakom David Bernhardt och Pontus Näsén. Han var den back som stod för flest assistpoäng (35), endast slagen av Daniel Ljunggren (45) bland samtliga spelare i ligan. HV71 vann grundserien och tog sig sedan tillbaka till SHL då man i slutspelet slagit ut Västerviks IK, BIK Karlskoga och IF Björklöven. I slutspelet vann Billins både backarnas skytteliga och poängliga: på 15 matcher stod han för 13 poäng, varav 6 mål. Billins följde med HV71 upp till SHL och spelade säsongen 2022/23 49 grundseriematcher. Han noterades för tio poäng, varav tre mål, vilket var hans poängmässigt sämsta i SHL då han varit med i grundserien från start.
Den 29 juni 2023 bekräftades det att Billins återvänt till Brynäs IF, nu i Hockeyallsvenskan, då han skrivit ett ettårsavtal med klubben. Laget vann grundserien i överlägsen stil och på 52 grundseriematcher noterades Billins för 19 poäng, varav två mål. I Hockeyallsvenskans slutspel förlorade Brynäs endast en match och tog sig tillbaka till SHL efter att ha vunnit finalserien mot Djurgårdens IF med 4–0 i matcher. På 13 slutspelsmatcher stod Billins för en assistpoäng.

### Landslagskarriär
Billins representerade USA:s A-landslag för första gången under Deutschland Cup i november 2015. Han gjorde sin första landskamp den 6 november, och dagen därpå gjorde han sitt första landslagsmål – det avgörande övertidsmålet mot Schweiz, som betydde 5–4.
Den 1 januari 2018 meddelades det att Billins blivit uttagen att representera USA vid OS i Pyeongchang. USA tvingades spela åttondelsfinal mot Slovakien sedan man förlorat mot Slovenien och OAR i gruppspelet. I åttondelsfinalen besegrade Slovakien med 5–1, men därefter föll USA efter straffläggning mot Tjeckien, med 3—2 i kvartsfinalen. På fem spelade matcher noterades inte Billins för någon poäng.

## Statistik

### Klubblag
| 2008–09                  | Ferris State University  | NCAA                     | 27  | 2  | 9  | 11  | 38 | —  | — | —  | —  | —  |
| 2009–10                  | Ferris State University  | NCAA                     | 40  | 3  | 8  | 11  | 26 | —  | — | —  | —  | —  |
| 2010–11                  | Ferris State University  | NCAA                     | 39  | 5  | 11 | 16  | 20 | —  | — | —  | —  | —  |
| 2011–12                  | Ferris State University  | NCAA                     | 43  | 7  | 22 | 29  | 24 | —  | — | —  | —  | —  |
| 2012–13                  | Grand Rapids Griffins    | AHL                      | 76  | 10 | 27 | 37  | 40 | 24 | 2 | 12 | 14 | 12 |
| 2013–14                  | Calgary Flames           | NHL                      | 10  | 0  | 3  | 3   | 0  | —  | — | —  | —  | —  |
| 2013–14                  | Abbotsford Heat          | AHL                      | 65  | 10 | 31 | 41  | 40 | 4  | 0 | 2  | 2  | 2  |
| 2014–15                  | HK CSKA Moskva           | KHL                      | 21  | 2  | 4  | 6   | 8  | —  | — | —  | —  | —  |
| 2014–15                  | Luleå HF                 | SHL                      | 23  | 1  | 5  | 6   | 4  | 9  | 1 | 1  | 2  | 2  |
| 2015–16                  | Linköping HC             | SHL                      | 50  | 7  | 24 | 31  | 14 | 6  | 2 | 2  | 4  | 4  |
| 2016–17                  | Utica Comets             | AHL                      | 72  | 3  | 17 | 20  | 16 | —  | — | —  | —  | —  |
| 2017–18                  | Linköping HC             | SHL                      | 50  | 4  | 19 | 23  | 20 | 7  | 3 | 4  | 7  | 0  |
| 2018–19                  | Linköping HC             | SHL                      | 52  | 3  | 18 | 21  | 18 | —  | — | —  | —  | —  |
| 2019–20                  | Adler Mannheim           | DEL                      | 36  | 2  | 8  | 10  | 16 | —  | — | —  | —  | —  |
| 2020–21                  | Brynäs IF                | SHL                      | 26  | 2  | 8  | 10  | 12 | 5  | 1 | 1  | 2  | 0  |
| 2021–22                  | HV71                     | HA                       | 52  | 8  | 35 | 43  | 14 | 15 | 6 | 7  | 13 | 6  |
| 2022–23                  | HV71                     | SHL                      | 49  | 3  | 7  | 10  | 12 | —  | — | —  | —  | —  |
| 2023–24                  | Brynäs IF                | HA                       | 52  | 2  | 17 | 19  | 16 | 13 | 0 | 1  | 1  | 6  |
| SHL totalt               | SHL totalt               | SHL totalt               | 240 | 20 | 81 | 101 | 80 | 27 | 7 | 8  | 15 | 6  |
| AHL totalt               | AHL totalt               | AHL totalt               | 213 | 23 | 75 | 98  | 96 | 28 | 2 | 14 | 16 | 14 |
| Hockeyallsvenskan totalt | Hockeyallsvenskan totalt | Hockeyallsvenskan totalt | 104 | 10 | 52 | 62  | 30 | 28 | 6 | 8  | 14 | 12 |
| KHL totalt               | KHL totalt               | KHL totalt               | 21  | 2  | 4  | 6   | 8  | —  | — | —  | —  | —  |
| NHL totalt               | NHL totalt               | NHL totalt               | 10  | 0  | 3  | 3   | 0  | —  | — | —  | —  | —  |

### Internationellt
| År     | Lag    | Turnering | Matcher | Mål | Assists | Poäng | Utv. |
| ------ | ------ | --------- | ------- | --- | ------- | ----- | ---- |
| 2018   | USA    | OS        | 5       | 0   | 0       | 0     | 0    |
| Totalt | Totalt | Totalt    | 5       | 0   | 0       | 0     | 0    |